# Oventic Chico
Oventic Chico es una localidad del municipio de Larráinzar ubicado en la región de Los Altos del estado mexicano de Chiapas.

## Geografía
La localidad de Oventic Chico se sitúa en las coordenadas geográficas 16°55′30″N 92°46′26″O / 16.925000, -92.773889, a una elevación de 1,953 metros sobre el nivel del mar.

## Demografía
Según el Censo de Población y Vivienda 2020, efectuado por el Instituto Nacional de Estadística y Geografía, la localidad de Oventic Chico tiene 137 habitantes, de los cuales 67 son del sexo masculino y 70 del sexo femenino. Su tasa de fecundidad es de 2.48 hijos por mujer y tiene 28 viviendas particulares habitadas.
| Gráfica de evolución demográfica de Oventic Chico entre 1990 y 2020 |
|                                                                     |
| INEGI.                                                              |